# Kautz-Gletscher
Der Kautz-Gletscher ist ein schmaler Gletscher an der Südflanke des Mount Rainier im US-Bundesstaat Washington. Er ist nach August Kautz benannt, der gelegentlich als Erstbesteiger des Mount Rainier bezeichnet wird. Der Gletscher bedeckte 1983 4,7 km² und hatte ein Volumen von etwa 221 Millionen Kubikmetern. Der Obere Kautz-Gletscher (englisch Upper Kautz Glacier) erstreckt sich südlich der Gipfel-Eiskappe bis zum Kautz Ice Cliff auf etwa  11.700 ft (3.566 m) Höhe. Unmittelbar westlich des Haupt-Eiskliffs setzt sich der Gletscher über die Kautz-Rinne (englisch Kautz Chute) fort, welche in einem weiteren Eiskliff genau oberhalb des unteren Kautz-Gletschers auf 10.800 ft (3.292 m) Höhe endet. Bergsteiger erreichen den Kautz-Gletscher üblicherweise über einen kurzen Aufstieg von Camp Hazard auf 11.300 ft (3.444 m) Höhe am Wapowety Cleaver und klettern über die Rinne zum oberen Gletscher.
Der untere Kautz-Gletscher beginnt an der Kautz Glacier Headwall auf etwa 12.500 ft (3.810 m) und fließt generell südsüdostwärts zwischen der Kautz und der Wapowety Cleaver, zwei eisverschärften Rippen. Unmittelbar vor dem Zusammentreffen mit dem Success Glacier macht der Kautz über eine kurze Distanz eine Rechtswendung nach Westen. Nach dem Zusammentreffen der beiden Gletscher fließt der vereinte Eisstrom bis auf etwa 6.000 ft (1.829 m) Höhe hinunter, wo er endet. Das Schmelzwasser des Gletschers entwässert über die Kautz Creek Falls in den Kautz Creek, einen Nebenfluss des Nisqually River.

## Schuttströme
Der Gletscher ist einer von vieren am Mount Rainier, die für die durch sie ausgelösten Schuttströme bekannt sind. Ähnliche Ströme stammen vom Nisqually-Gletscher, vom Winthrop-Gletscher und vom South-Tahoma-Gletscher. Der Kautz-Gletscher löste am 2. und 3. Oktober 1947 eine ziemlich große Mure aus, als heftige Regenfälle das Eis schmolzen und den unteren Teil des Gletschers erodierten. Das Schmelzwasser verwandelte sich in eine etwa 40 Millionen m³ umfassende Mure, die auch große Felsen von bis zu vier Metern Durchmesser mit sich riss. Die Mure begrub den Highway 706 unter neun Meter mächtigen Ablagerungen. Diese Ablagerungen von 1947 sind noch heute sichtbar. Kleinere Muren gingen 1961, 1985 und 1986 nieder.